# 楓港溪

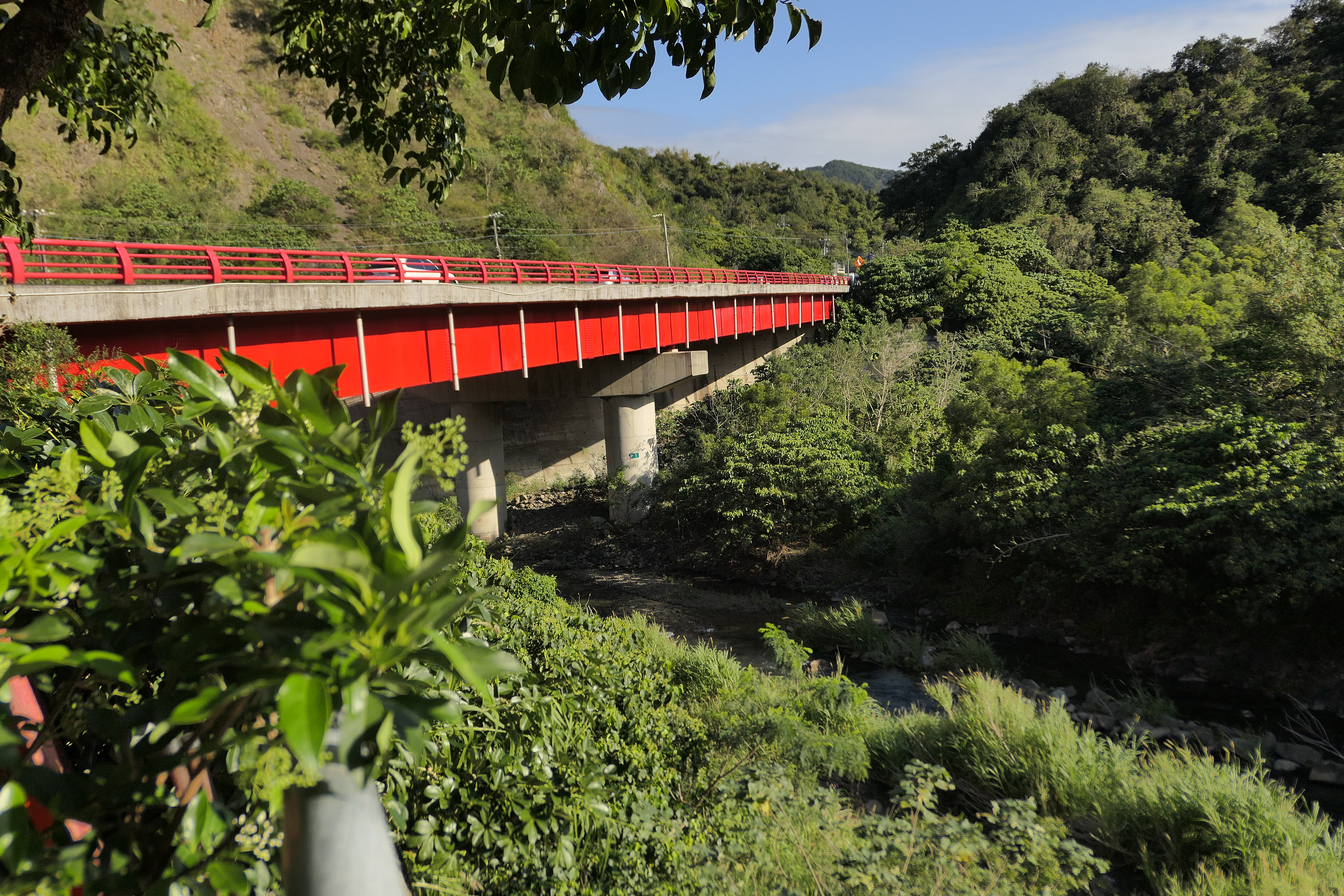
南迴公路雙流橋與楓港溪

楓港溪位於台灣南部，為一縣市管河川，幹流長度20.32公里，流域面積102.50平方公里，分佈於屏東縣枋山鄉、獅子鄉中南部。主流上游為內文溪，發源於太和山，向西流至雙流滙集北側支流達仁溪，始稱楓港溪。續向西流經伊屯、丹路、新路，於楓港注入台灣海峽。
楓港溪谷為台灣南部通往東部的重要孔道，南迴公路（省道台9線）即由此通過。

## 楓港溪水系主要河川
以下由下游至源頭列出水系主要河川，其中粗體字為主流河道。
- 楓港溪：屏東縣枋山鄉、獅子鄉
  - 新路溪：屏東縣獅子鄉
  - 達仁溪：屏東縣獅子鄉
  - 內文溪：屏東縣獅子鄉

## 外部連結
- 經濟部水利署水利櫥窗：讓我們看河去（縣市管河川）-- 楓港溪
- 經濟部水利署率芒溪、枋山溪、楓港溪 （页面存档备份，存于）